# Miłość (album Miłości)
Miłość – pierwszy album Miłości, wydany w 1993 roku. Płyta została nagrana między 7 a 10 września 1992 roku w studiu Polskiego Radia Szczecin. W kwietniu 2008 roku nakładem Biodro Records  ukazała się reedycja płyty.
W 2014 roku płyta została sklasyfikowana na 25 miejscu rankingu najlepszych polskich płyt XX wieku portalu internetowego Porcys.

## Spis utworów
1. "Luke the Skywalker"
2. "Saints of the Latter Days (Święci dni ostatnich)"
3. "Bluesin' for Lennie Tristano (Blues dla L. T.)"
4. "Mój Tata to Bodhisattva (My Dad's A Bodhisattva)"
5. "Dr King"
6. "Zawodowe Mięczaki (Softies by Profession)"
7. "Coltrane"
8. The Impossible (Niemożliwe)"
9. "Swędzenie Plazmy/Żywica (Plasm-itch/Resin)"

## Twórcy
- Mikołaj Trzaska – saksofon altowy i sopranowy
- Lesław Możdżer – fortepian
- Ryszard Tymon Tymański – kontrabas
- Jacek Olter – bębny, instrumenty perkusyjne

Wszystkie kompozycje Tymański, aranżacje Miłość.